# Église Saint-Martin d'Ambierle
L’église Saint-Martin est située à Ambierle, dans le département de la Loire.

## Historique
L'église paroissiale Saint-Martin est l'ancienne chapelle d'une abbaye dédiée à Martin de Tours, fondée par les bénédictins au Haut Moyen Âge et réduite en prieuré en 1101, lors de son rattachement à l'ordre de Cluny. L'édifice actuel été bâti au XVe siècle sur les restes d'une première chapelle romane, construite au XIe siècle par Odilon de Cluny et détruite par un incendie en 1441, en même temps que l'église paroissiale. Elle reçoit depuis lors les fidèles de la paroisse.
L'église se caractérise par sa toiture de tuiles polychromes vernissées de style bourguignon ; un campanile a été ajouté à la croisée du transept au début du XIXe siècle.
L'église est classée sur la première liste de monuments historiques établie par Prosper Mérimée en 1840, les façades et les toitures sont inscrites en 2010, le prieuré incluant tous les anciens bâtiments est classé en 2011.

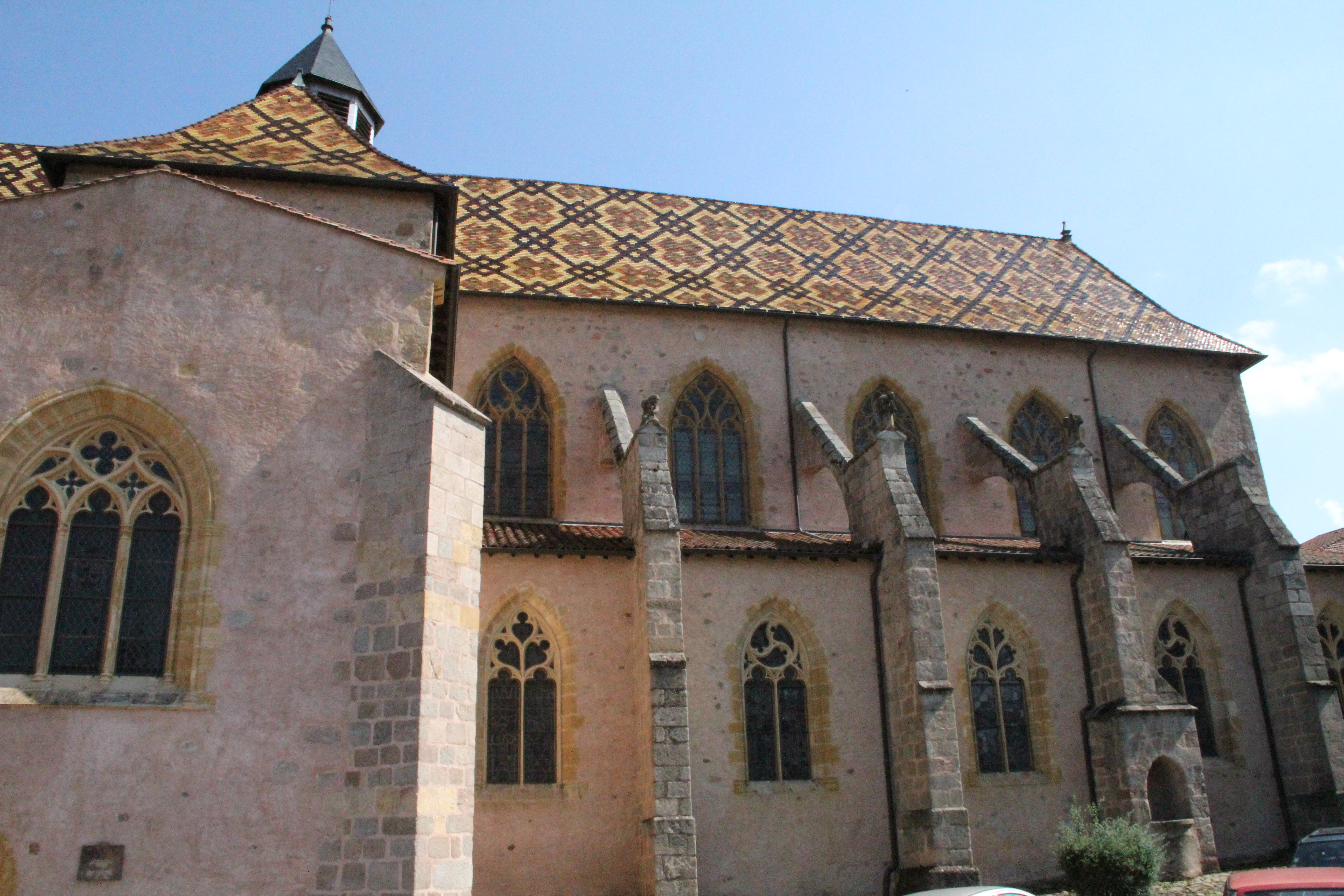
Prieuré Saint-Martin.
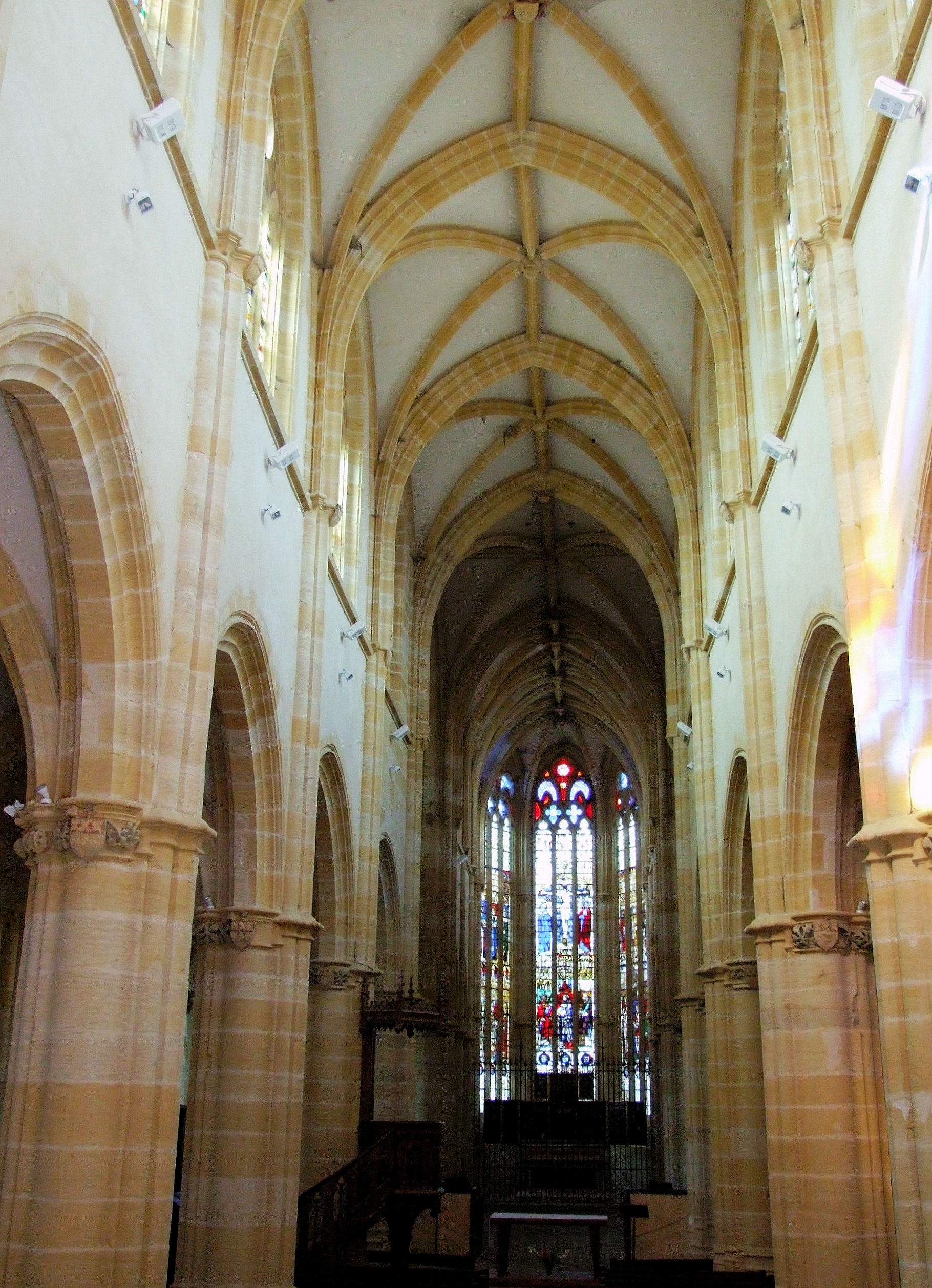
Vaisseau central.
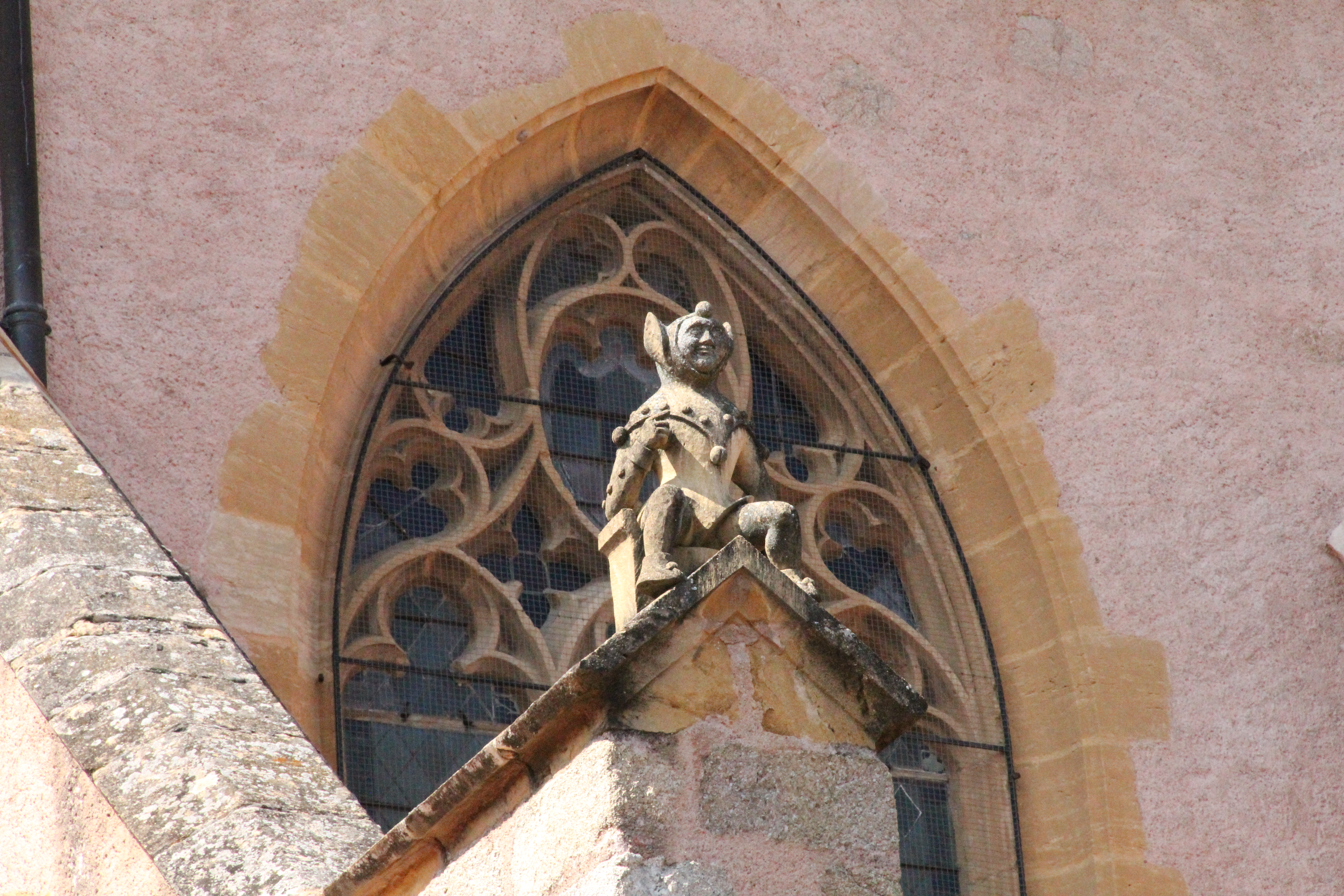
Détail de façade.

## Retables d'Ambierle

### Retable de la Passion avec les donateurs
Elle accueille le retable de la Passion, légué au prieuré en 1476 par Michel de Changy, conseiller de Philippe le Bon, duc de Bourgogne. Il comporte en sa partie centrale six statues en noyer polychrome figurant la Passion du Christ : la crucifixion, le baiser de Judas, la flagellation, le couronnement d'épines, la déposition de croix, la mise au tombeau et la résurrection. Les volets protégeant les sculptures sont ornés de peintures attribués selon les spécialistes au maître flamand Rogier van der Weyden ou à un maître anonyme, le maître d'Ambierle. Les deux petits volets de la partie haute représentent sur leur face extérieure l'Annonciation et sur leur face intérieure des anges portant les armes des familles de Chaugy, de Montagu et de Jaucourt. Les quatre volets de la partie basse représentent :
- sur leur face extérieure, sainte Anne, la Vierge et Jésus ; sainte Catherine ; sainte Marguerite ; saint Martin ;
- sur leur face intérieure : saint Guillaume et Guillemette de Montaigu ; saint Jean-Baptiste et Jean de Chaugy ; Michel de Chaugy et saint Michel ; Laurette de Jaucourt et saint Laurent.

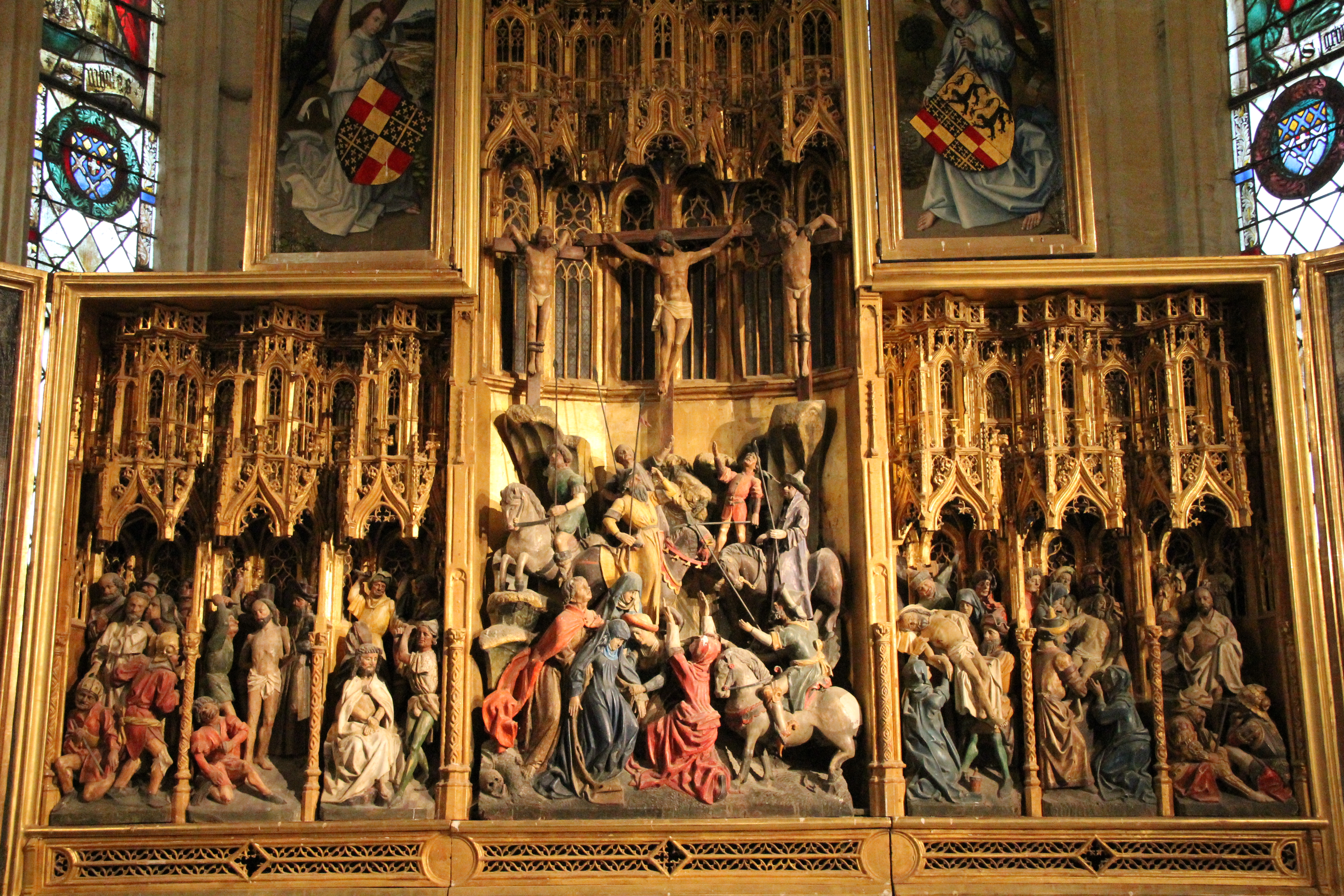
Retable de la Passion.
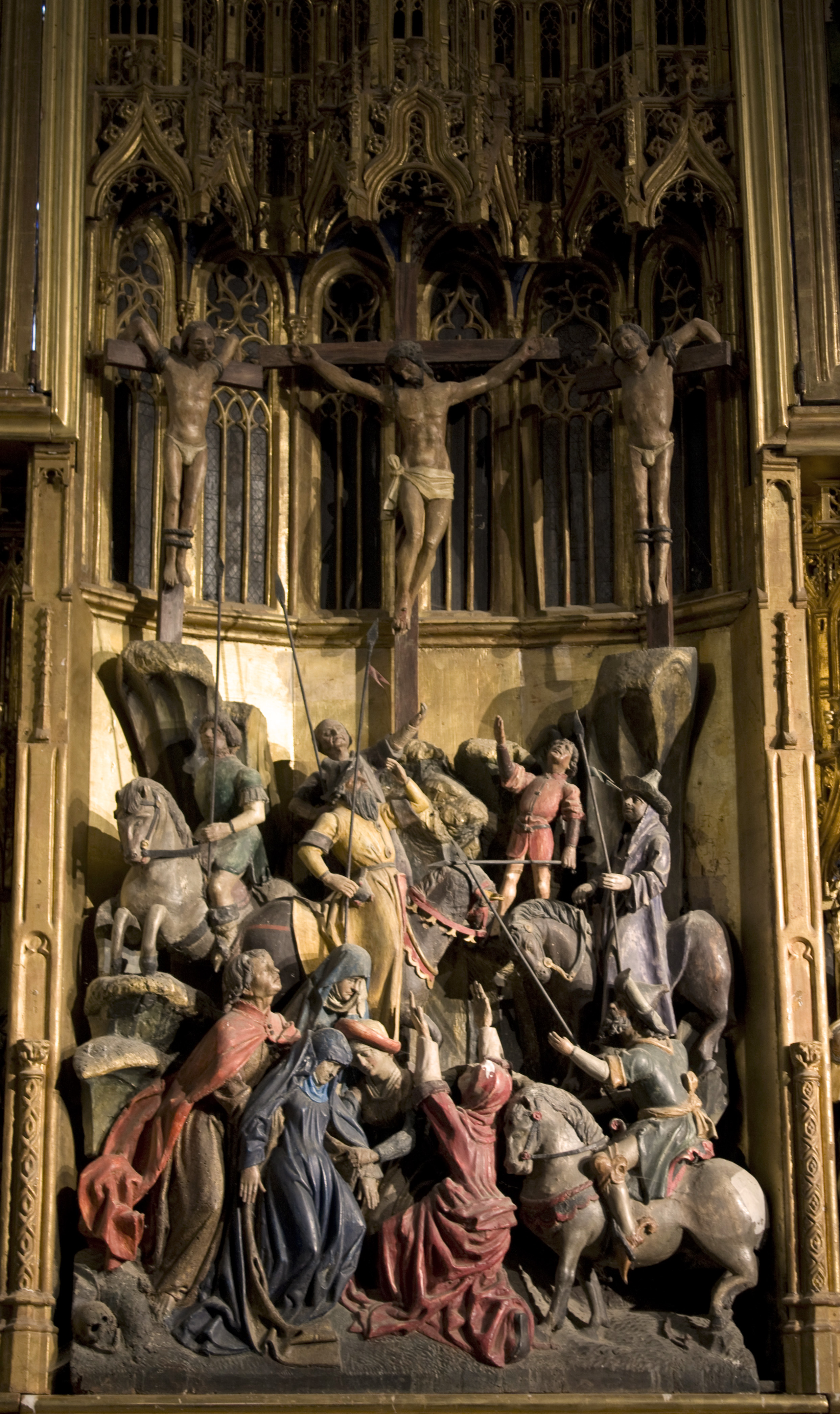
Crucifixion.
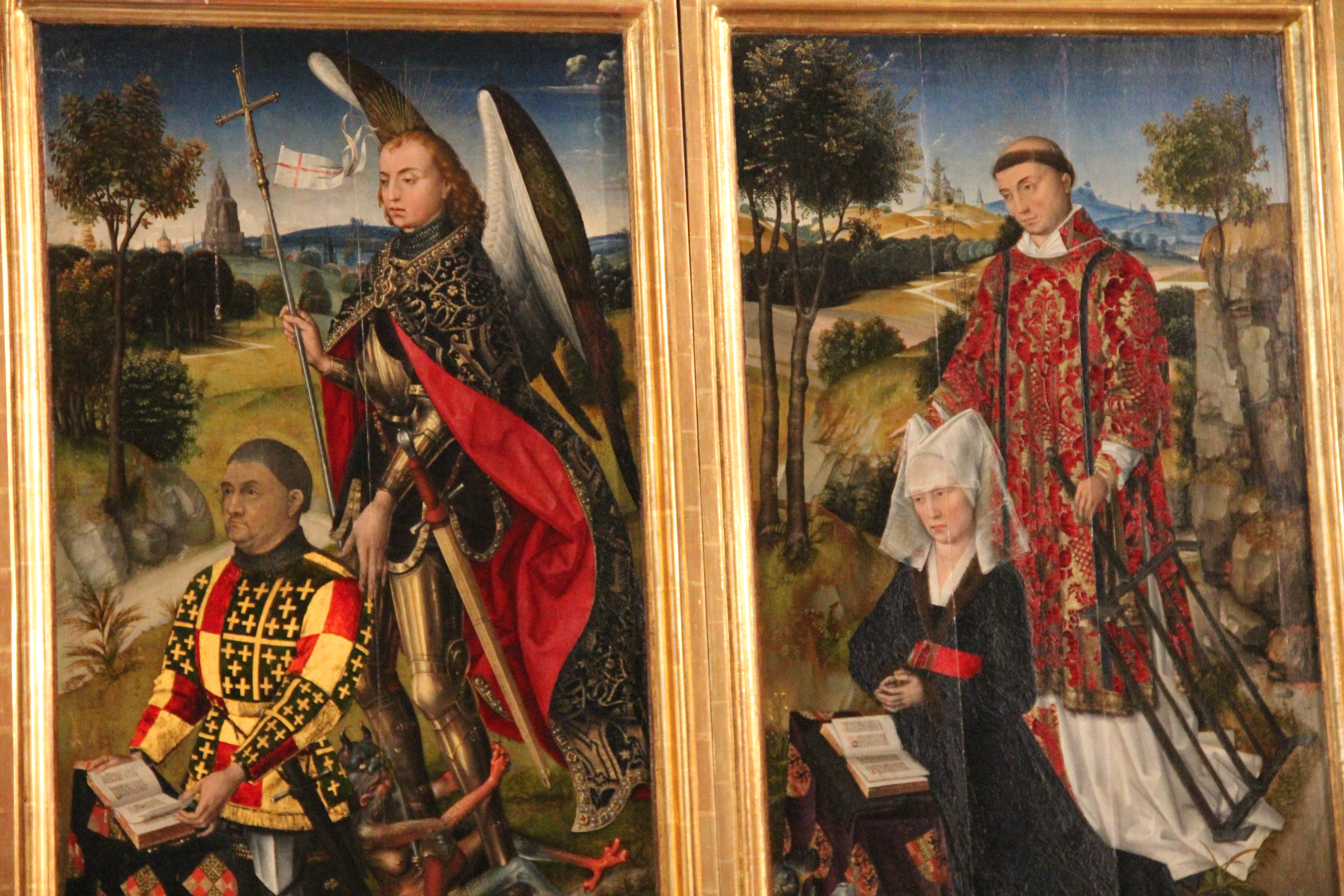
Michel de Chaugy et Laurette de Jaucourt.

Le retable a été classé à titre d'objet en 1904.

### Retable du bras sud du transept
Le retable  du bras sud du transept date du XVIIe siècle. Une statue de la Vierge a été placée dans une niche centrale encadrée de colonnes torses. Des statues ont été placées de part et d'autre.
Le retable a été classé à titre d'objet en 1982.

## Vitraux
Elle abrite des verrières remarquables réalisées entre 1470 et 1485, portant les armes d'Antoine de Balzac d'Entragues, évêque de Die et de Valence et prieur d'Ambierle. Ces verrières ont été classées,.

## Stalles
Les 22 stalles du chœur ont été réalisées dans le quatrième quart du XVe siècle. Elles ont été classées en même temps que l'église.